# Добросело
44°29′ пн. ш. 16°03′ сх. д. / 44.48° пн. ш. 16.05° сх. д.
Добросело (хорв. Dobroselo) — населений пункт у Хорватії, у Лицько-Сенській жупанії у складі громади Доній Лапаць.

## Населення
Населення за даними перепису 2011 року становило 117 осіб.
Динаміка чисельності населення поселення:

## Клімат
Середня річна температура становить 8,94 °C, середня максимальна – 23,50 °C, а середня мінімальна – -8,06 °C. Середня річна кількість опадів – 1199 мм.
| Клімат поселення                              | Клімат поселення | Клімат поселення | Клімат поселення | Клімат поселення | Клімат поселення | Клімат поселення | Клімат поселення | Клімат поселення | Клімат поселення | Клімат поселення | Клімат поселення | Клімат поселення | Клімат поселення |
| Показник                                      | Січ.             | Лют.             | Бер.             | Квіт.            | Трав.            | Черв.            | Лип.             | Серп.            | Вер.             | Жовт.            | Лист.            | Груд.            |                  |
| Середній максимум, °C                         | 6,49             | 7,91             | 11,54            | 15,70            | 20,32            | 23,50            | 23,48            | 23,06            | 19,28            | 15,04            | 9,36             | 4,96             |                  |
| Середня температура, °C                       | −0,77            | 0,62             | 4,24             | 8,42             | 13,04            | 16,22            | 18,52            | 18,10            | 14,33            | 10,09            | 4,40             | 0,02             |                  |
| Середній мінімум, °C                          | −8,06            | −6,65            | −3,03            | 1,15             | 5,76             | 8,94             | 13,55            | 13,15            | 9,37             | 5,12             | −0,56            | −4,95            |                  |
| Норма опадів, мм                              | 85               | 86               | 92               | 103              | 93               | 93               | 75               | 82               | 112              | 123              | 141              | 114              |                  |
| Середньомісячна швидкість вітру, м/с          | 1.68             | 1.86             | 2.08             | 2.08             | 1.92             | 1.68             | 1.66             | 1.55             | 1.58             | 1.68             | 1.83             | 1.89             |                  |
| Середньомісячна сонячна радіація, кДж/м²·день | 4714             | 7414             | 11031            | 15524            | 19483            | 21652            | 23193            | 20151            | 14986            | 9622             | 5217             | 3950             |                  |
| --------------------------------------------- | ---------------- | ---------------- | ---------------- | ---------------- | ---------------- | ---------------- | ---------------- | ---------------- | ---------------- | ---------------- | ---------------- | ---------------- | ---------------- |
| Джерело:                                      |                  |                  |                  |                  |                  |                  |                  |                  |                  |                  |                  |                  |                  |